# Trofeo Matteotti 1979
Il Trofeo Matteotti 1979, trentaquattresima edizione della corsa, si svolse il 29 luglio 1979 su un percorso di 230,4 km. La vittoria fu appannaggio dell'italiano Giovanni Battaglin, che completò il percorso in 6h07'00", precedendo i connazionali Silvano Contini e Serge Parsani.

## Ordine d'arrivo (Top 10)
| Pos. | Corridore           | Squadra                    | Tempo    |
| ---- | ------------------- | -------------------------- | -------- |
| 1    | Giovanni Battaglin  | Inoxpran                   | 6h07'00" |
| 2    | Silvano Contini     | Bianchi-Faema              | a 7'56"  |
| 3    | Serge Parsani       | Bianchi-Faema              | a 8'20"  |
| 4    | Roger De Vlaeminck  | Gis Gelati                 | a 8'23"  |
| 5    | Pierino Gavazzi     | Zonca-Santini              | s.t.     |
| 6    | Leonardo Mazzantini | Zonca-Santini              | s.t.     |
| 7    | Bruno Wolfer        | Zonca-Santini              | s.t.     |
| 8    | Alfio Vandi         | Magniflex-Famcucine        | s.t.     |
| 9    | Attilio Rota        | Sanson-Luxor TV-Campagnolo | s.t.     |
| 10   | Josef Fuchs         | Scic                       | s.t.     |